# Alaya
Pour les articles homonymes, voir Alaya (homonymie).

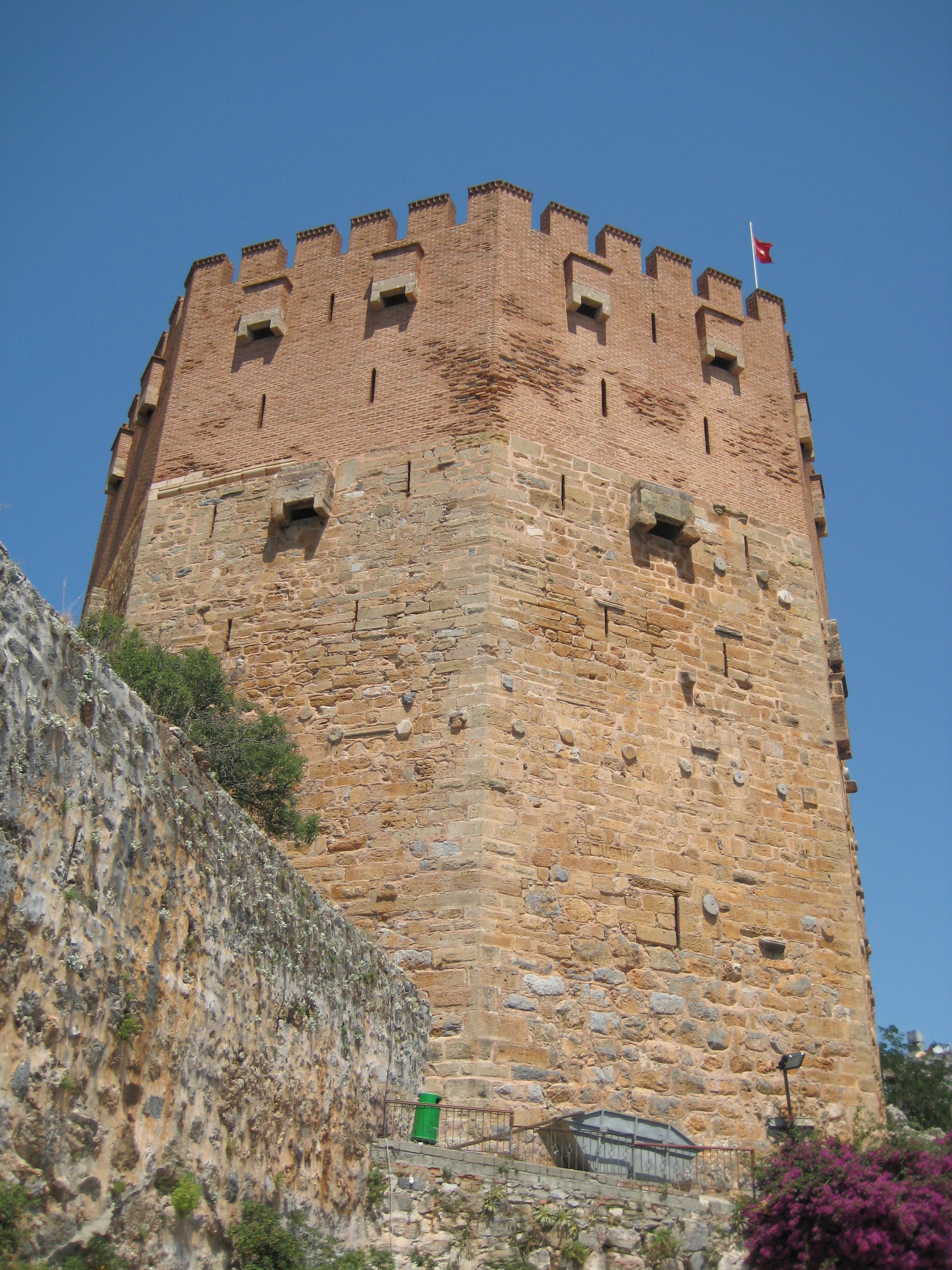
Kızıl Kule (La Tour rouge), construite par Kay Qubadh à Alanya

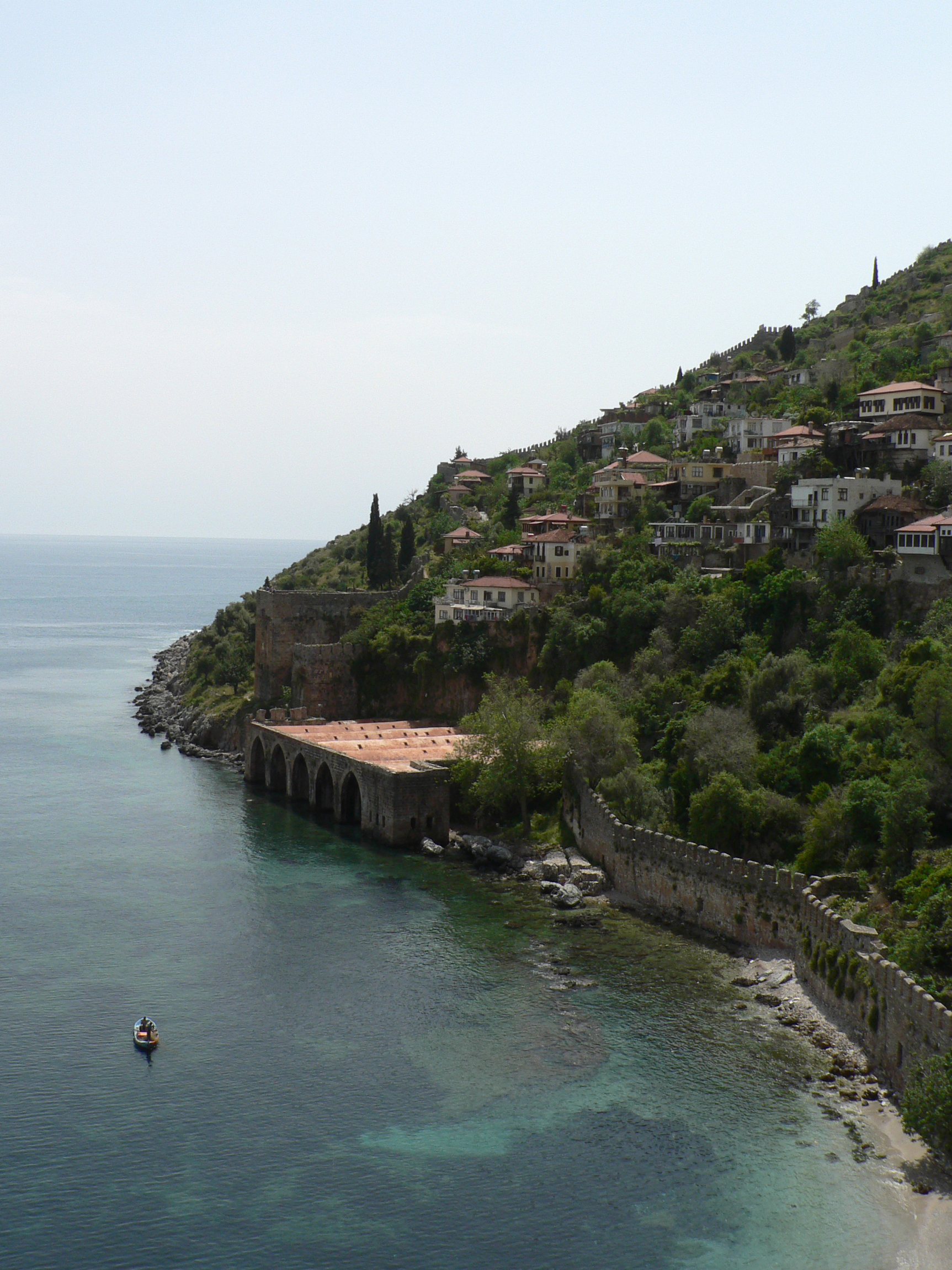
Le Tersane (Chantier Naval en turc), à côté du château d'Alanya.

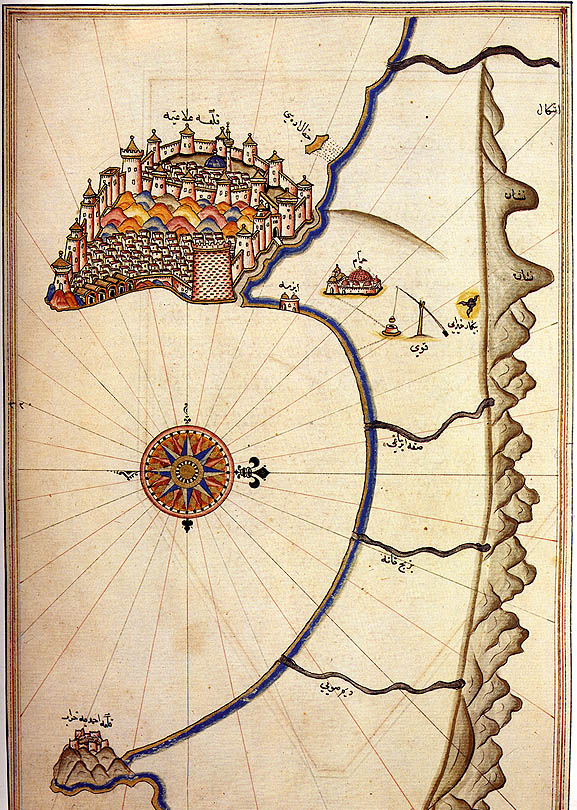
Carte d’Alanya en 1525, peu après son annexion à l’empire ottoman.

Alaya est le nom en usage au cours de la période des beylicats aux XIIIe et XIVe siècles pour désigner la ville actuelle d’Alanya en Turquie. Ce nom provient du sultan seldjoukide de Roum Alaeddin Keykubad Ier  qui conquiert la ville en 1221. Alaya sert à désigner la dynastie régnante pendant la période des beylicats.

## Histoire du beylicat (1293-1424)
Le sultan seldjoukide de Roum Alaeddin Keykubad Ier (1220-1237) conquiert en 1221 Alaya, alors au d'un seigneur arménien du royaume de Cilicie nommé Kyr Vart et dont il épouse la fille. Il fait de la ville sa Résidence d'Hiver. Le Kule Kizil (La Tour Rouge, ci-contre) y est construite par ce dernier et vers la même époque sont aussi construits le Tersane (Chantier Naval en turc) et le château d'Alanya.
La bataille de Köse Dağ, en 1242, est la défaite des Seldjoukides contre les Mongols. Le sultanat de Roum s’écroule et laisse la place à une vingtaine de beylicats plus ou moins indépendants les uns des autres jusqu'à ce qu'ils soient tous progressivement annexés par le plus puissant d'entre eux, le sultanat ottoman.
En 1291, le roi de Jérusalem et roi de Chypre Henri II essaie vainement de s’emparer de la ville. La présence des Karamanides commence deux ans plus tard par la prise de la ville par Bedreddin (Mecdeddin) Mahmud. Ce dernier fait construire une mosquée et une madrasa dans la ville.
En 1366, le roi de Chypre Pierre Ier tente d’occuper la ville et échoue.
En 1427, le sultan Mamelouk burjite Al-Achrâf Sayf ad-Dîn Barsbay achète le beylicat au karamanide İbrahim II, au prix de 5 000 pièces d’or.
En 1471, la ville est prise par le sultan Mehmet II le Conquérant, elle est annexée à l’empire ottoman. Il devient alors "l'un des ports les plus actifs de la Méditerranée orientale".

## Les impressions d’Ibn Battûta
Après son pèlerinage à La Mecque, Ibn Battûta débarque à Alaya venant de Lattaquié en décembre 1332.

« Le dixième jour, nous arrivâmes à la ville d’Alâïa, où commence le pays de Roûm. C’est une des plus belles contrées du monde, et Dieu y a réuni les beautés dispersées dans le reste de l’univers. Ses habitants sont les plus beaux des hommes et les plus propres sur leurs vêtements ; ils se nourrissent des aliments les plus exquis, et ce sont les plus bienveillantes créatures de Dieu. C’est pourquoi on dit : « La Bénédiction se trouve en Syrie et la bonté dans le Roûm. » On n’a eu en vue dans cette phrase que les habitants de cette contrée.
 
...
 
La ville d’Alâïa, mentionnée ci-dessus, est une grande place située sur le rivage de la mer et habitée par des Turcomans. Des marchands de Misr (Le Caire), d’Alexandrie, de la Syrie y descendent ; elle est très abondante en bois, que l’on transporte de cette ville à Alexandrie et à Damiette et de là dans tout le reste de l’Égypte. `Alâïa possède un château situé à l’extrémité supérieure de la ville. C’est un édifice admirable et très fort, construit par le sultan illustre `Alâ eddîn Ar-roûmy....
 
Nous nous mîmes en route, afin de visiter le roi d’Alâïa, Youcef bec, fils de Karamâr. »

— Ibn Battûta, Voyages, De la Mecque aux steppes russes, vol. II, (.pdf) 392 (ISBN 2-7071-1303-4, lire en ligne), « Du sultan d’Alâïa », p. 111-113 (.pdf).

## La dynastie

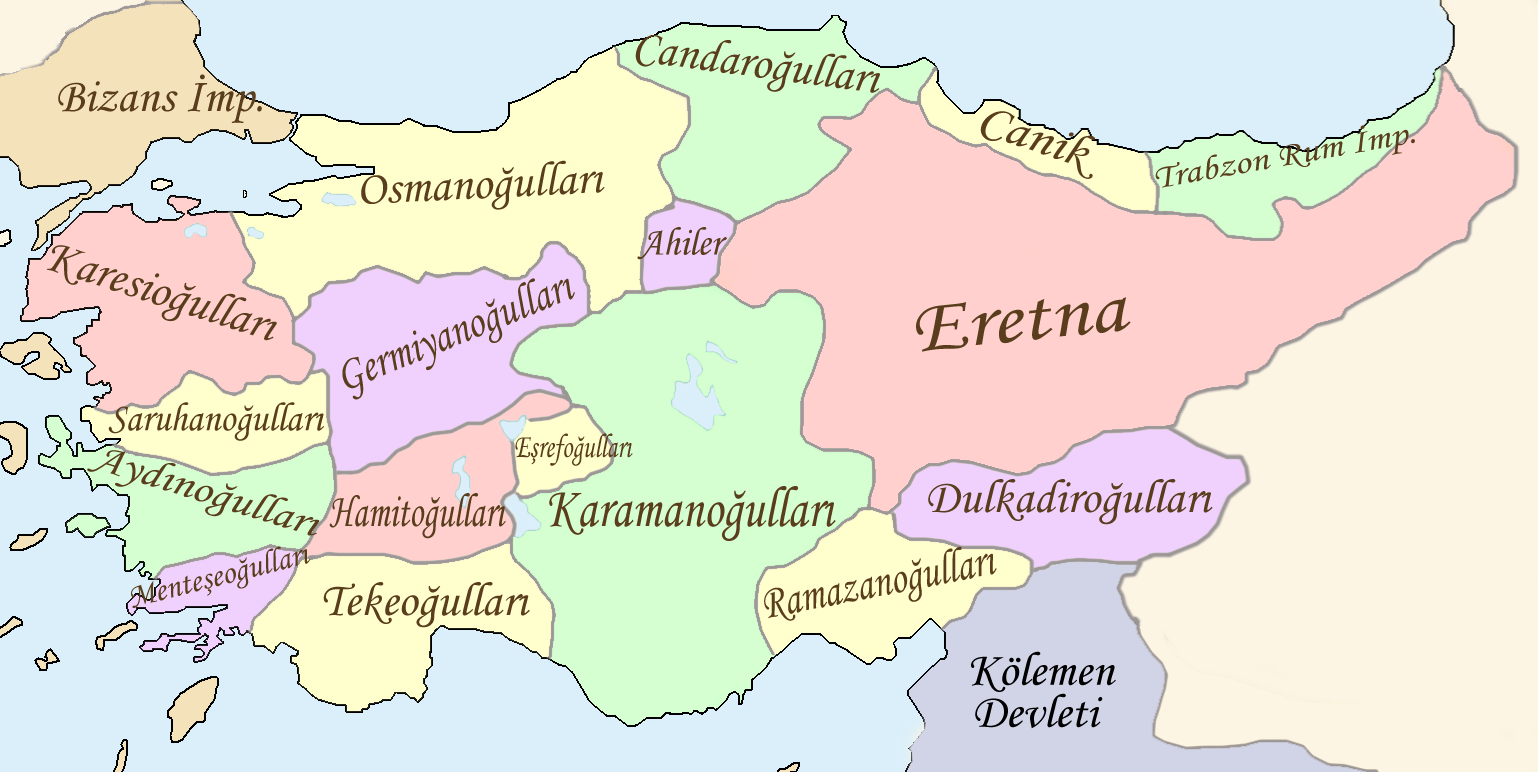
Carte des beylicats d’Anatolie formés après la Bataille de Köse Dağ (26 juin 1243). Le beylicat d'Alaya est à la frontière entre celui des Karamanides et celui de Teke.